# Länscellfängelset i Umeå
Länscellfängelset i Umeå eller Umeå gamla fängelse färdigställdes 1862 och var en av få byggnader som inte brann ned vid stadsbranden 1888. Fängelset är en av Umeås äldsta byggnader, och förklarat som byggnadsminne 1992.  
Fängelset inhyste fångar fram till år 1981 och användes under 1980- och 1990-talet som teater. Under 2007–2008 byggdes fängelset om till hotell. 

## Historik
Ett äldre Umeå länsfängelse, även kallat Umeå länshäkte, existerade åren 1816–1861. Detta timmerbygge innehöll sex rum i två våningar med en rastgård. Det var beläget på tomt nr. 157 utanför staden – på nuvarande Storgatan 27 i stadsdelen Väst på stan i Umeå. 
Länshäktet ersattes 1862 av Umeå länscellfängelse – senare kallat Umeå gamla fängelse – längre österut på Storgatan, i nuvarande stadsdelen Öst på stan i Umeå. Det här fängelset var ett av ett 20-tal länscellfängelser ritade av Wilhelm Theodor Anckarsvärd, som var Fångvårdsstyrelsens arkitekt åren 1855–1877. Dessa fängelser byggdes med det amerikanska Philadelphiasystemet som förebild, vilket bland annat innebar att gemensamma celler ersattes av enskilda celler, där fångarna skulle begrunda sitt öde. 
Totalt inrymdes 24 celler fördelade på två våningar, placerade längs ytterväggarna så att alla fick dagsljus. Förutom celler inrymdes kontors- och bostadsutrymmen i byggnaden, som var en av få som klarade sig från stadsbranden 1888. Det gjorde även den södra träpalissaden, som låter nutida besökare ana formen av fängelsets rastgård.
När stadsplanen 1864 utvidgades österut planerades ett nytt torg – Nytorget – framför byggnaden, och en gata – då kallad Cellfängelsegatan, senare Nytorgsgatan – drogs mot norr i linje med byggnadens mittaxel. Detta torg togs från 1954 i anspråk för landsstatshusets (Länsstyrelsens) nybyggnad.
Länscellfängelset, som nu är Umeås äldsta bevarade stenhus och ett av de bäst bevarade fängelserna i landet, var i bruk till 1981 då Umeåanstalten stod klar. Fängelset ägs idag av Statens fastighetsverk och blev statligt byggnadsminne 1992.

## Kända fångar
Lokaltidningen Västerbottens-Kurirens dåvarande chefredaktör Gustav Rosén (1876–1942) tillbringade år 1916 tre månader i fängelset dömd för tryckfrihetsåtal för ärekränkning av stadsfiskalen. Detta var kulmen på de så kallade Umeåbråken, och uppmärksammades i hela landet.

## Teaterhus
Från 1987 och större delen 1990-talet disponerades byggnaden och rastgården av amatörteatergruppen Grotteatern och den fria teatergruppen Profilteatern. Till 100-årsminnet av den förödande stadsbranden 1888 satte Grotteatern 1988 upp sommarteaterföreställningen Spelet om den stora branden (av Frank Kelber) på gamla fängelsets rastgård. Både Grotteatern och Profilteatern satte därefter upp sommarföreställningar på rastgården de kommande åren.

## Hotell
Under 2007–2008 renoverades byggnaden till ett hotell med 23 enkelrum, 2 flerbäddsrum och 2 dubbelrum samt ett konferensrum för möten och festligheter som rymmer upp till 50 personer. Hotellet erbjuder bäddade sängar med gemensamma duschar och toaletter samt umgängesutrymmen. I annexet på gården ligger Zillers Brasseri & bar.

## Galleri

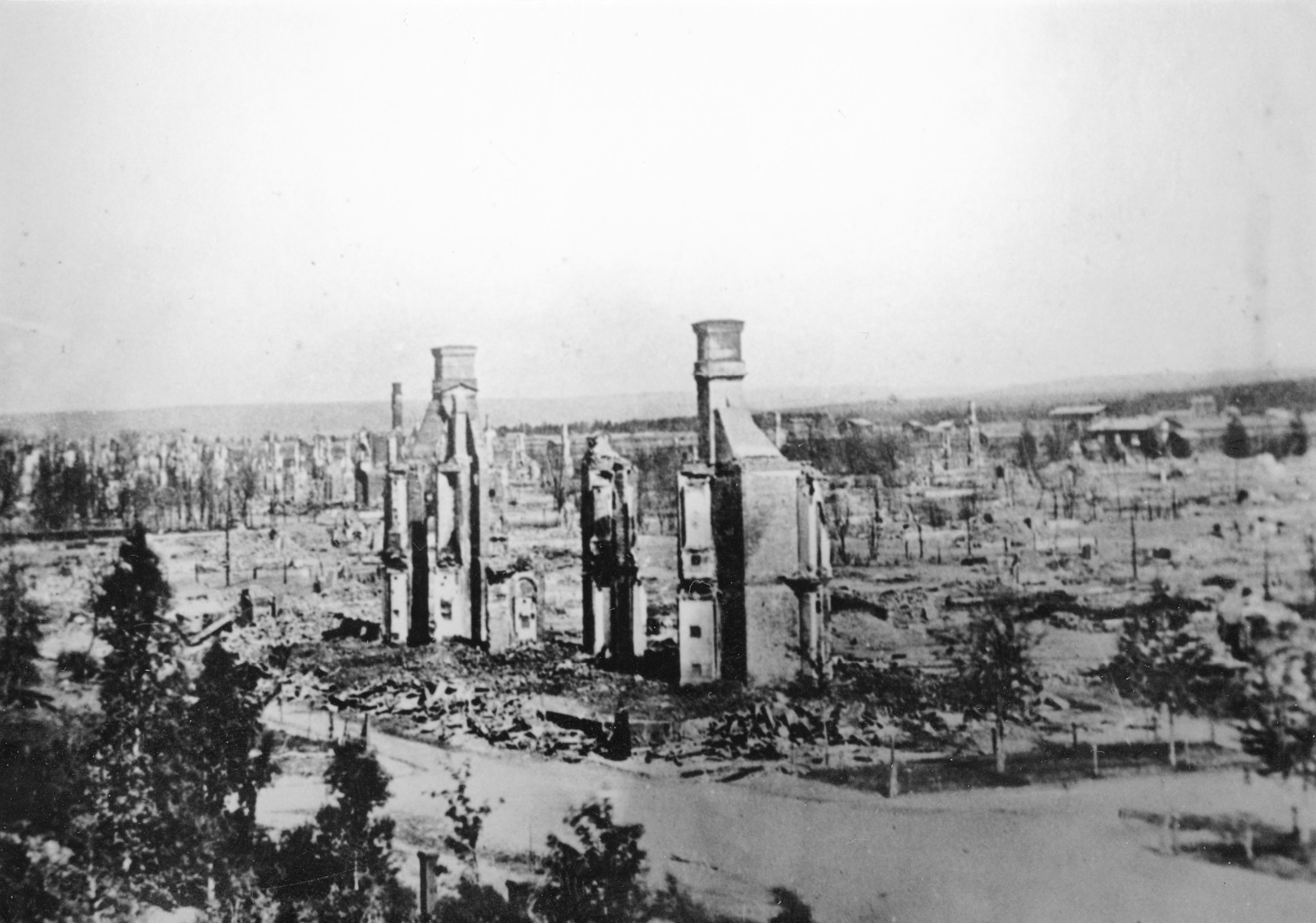
Foto från fängelsets tak mot nordväst efter stadsbranden 1888.
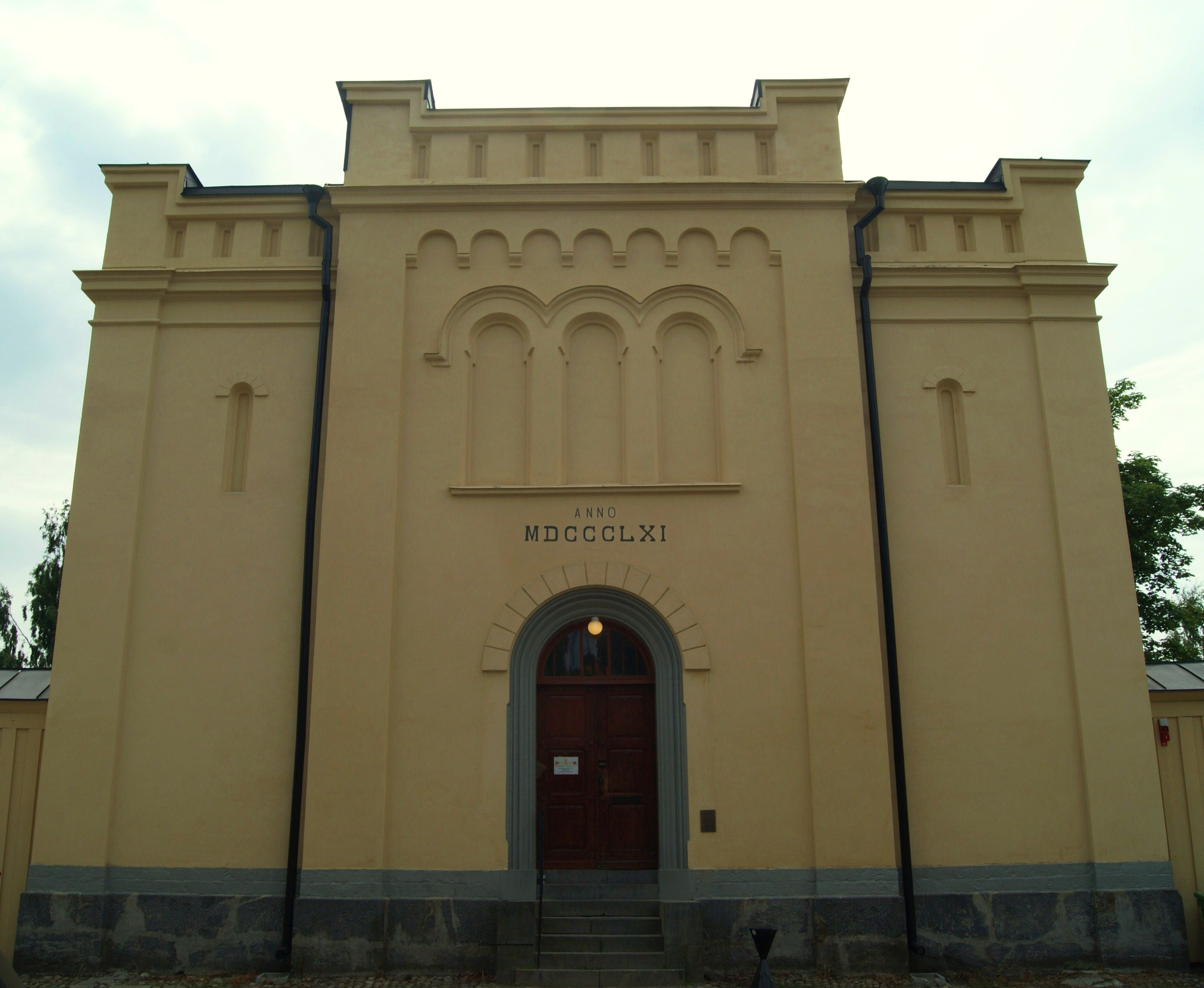
Fängelsets huvudbyggnad (i slätputsat tegel) sedd rakt framifrån med huvudingången mot Storgatan.
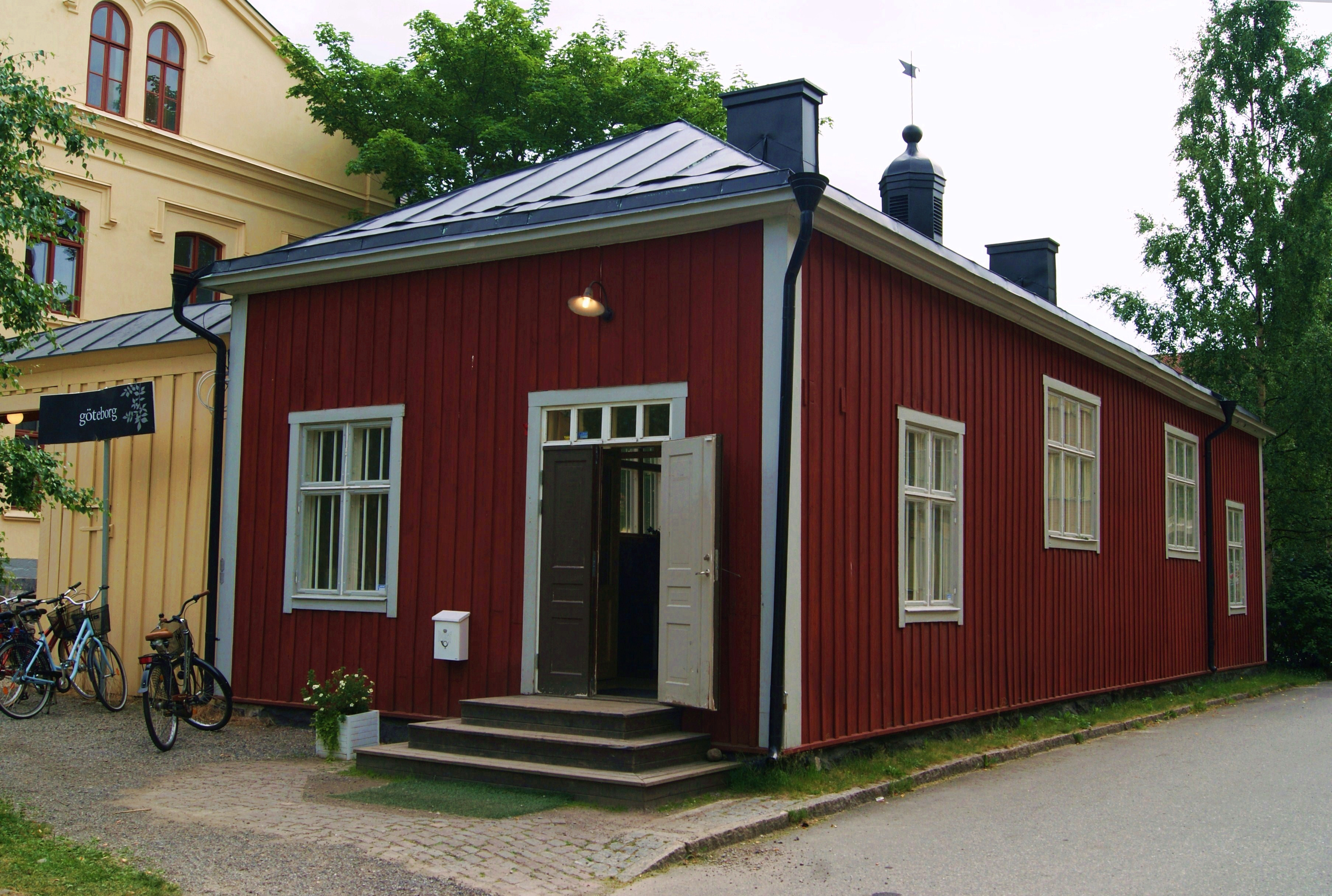
I den gamla tingssalen inryms nu Zillers Brasserie & Bar.
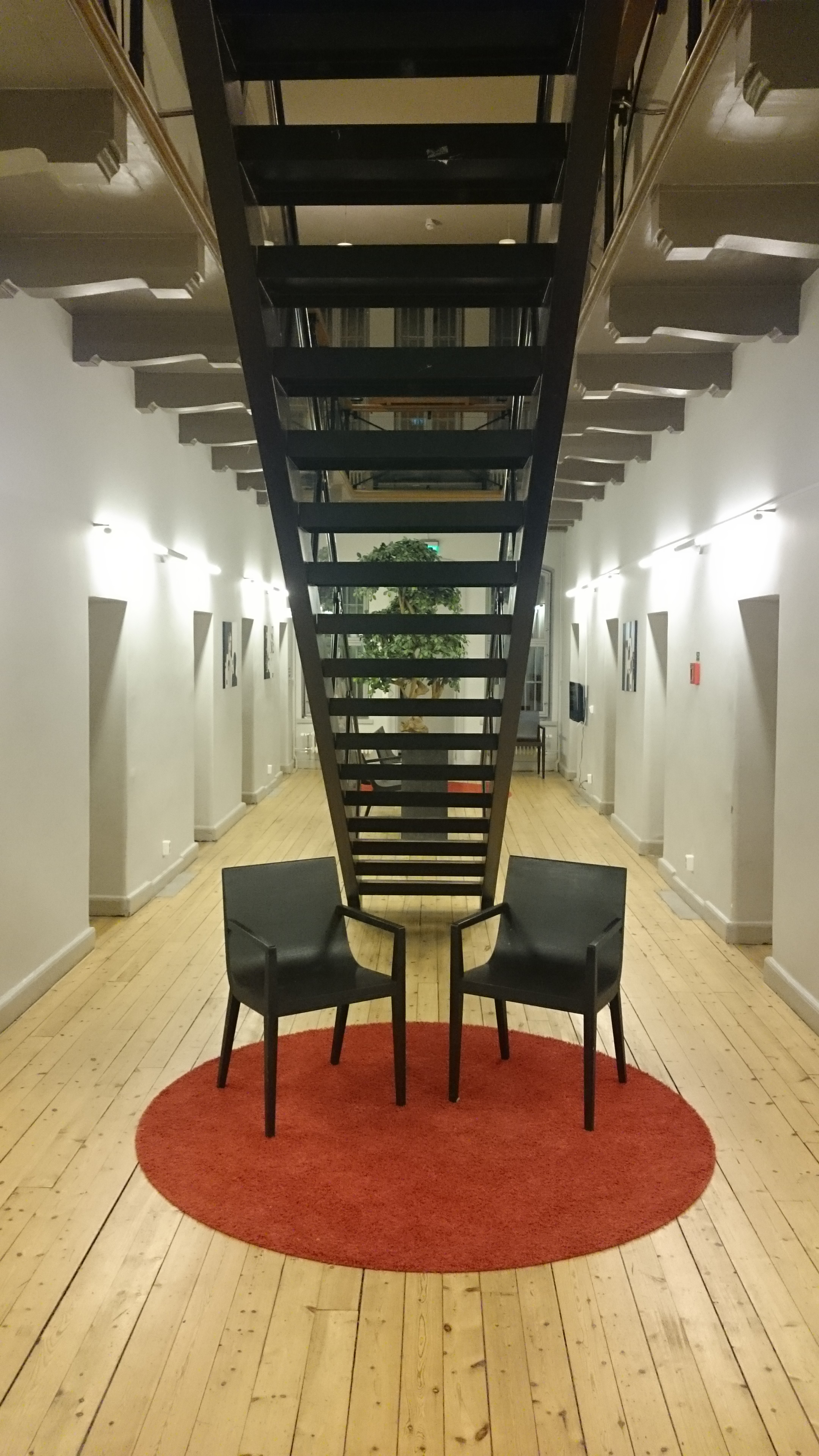
Insidan, med två våningar med celler.